# Wiener Kabarettfestival

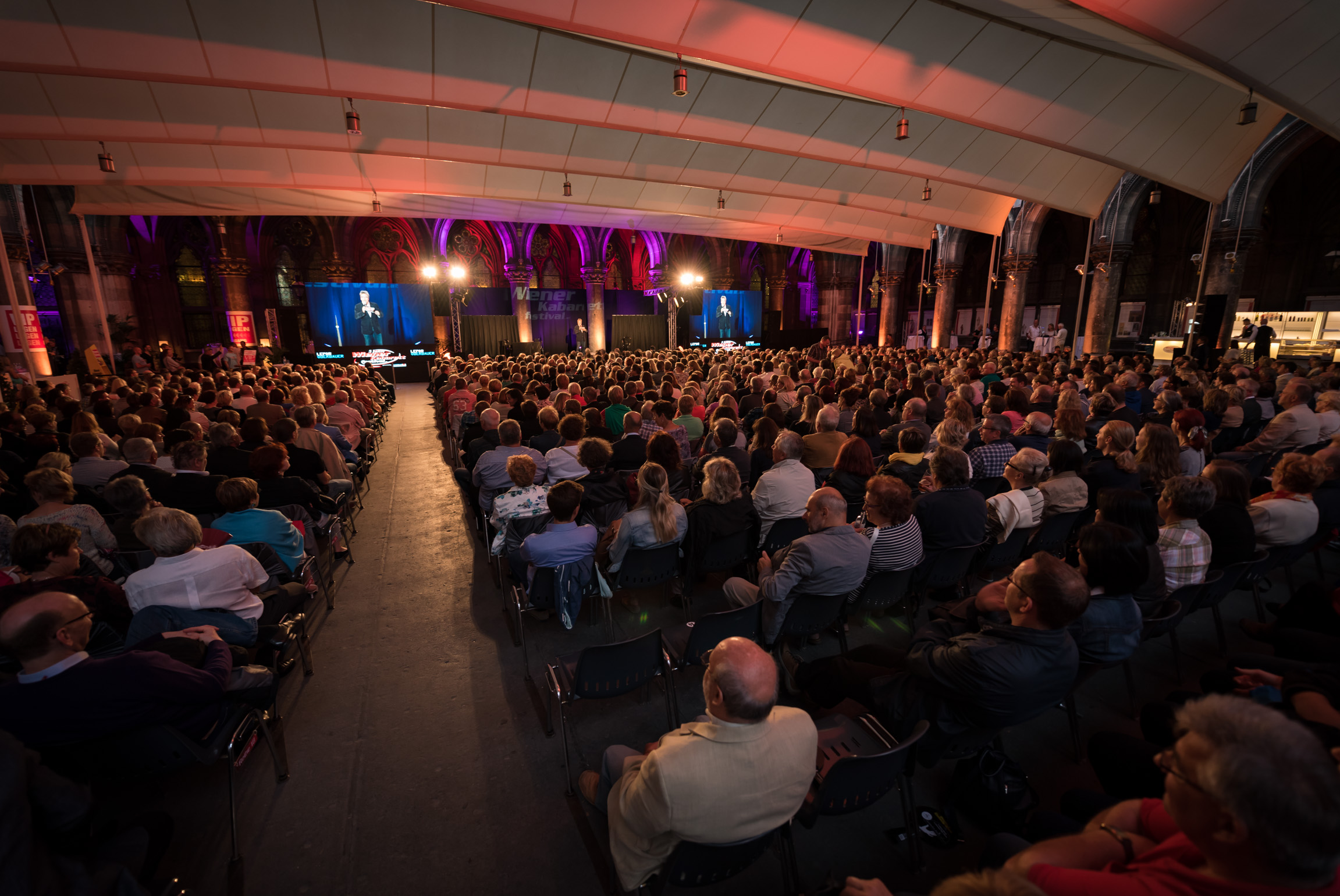
Wiener Kabarettfestival (2015, Bühnenambiente)

Das Wiener Kabarettfestival findet seit 2011 alljährlich in den Sommermonaten im Arkadenhof des Wiener Rathauses vor einem 1.300 Personen umfassenden Publikum statt und zählt damit zu den größten Kleinkunst-Aufführungen Österreichs.

## Geschichte
Michaela Lefor und Thomas Oberbauer begründeten 2011 mit der Idee, in der grundsätzlich spielfreien Zeit der meisten Kabarettisten in den Sommermonaten Open-Air Kabarett im Arkadenhof des Wiener Rathauses zu veranstalten, das Wiener Kabarettfestival. Maßgeblich war auch die Unterstützung des Wiener Bürgermeisters Michael Häupl.
Der Start erfolgte mit drei Spieltagen mit je zwei Kabarettisten im Jahr 2011. Im Jahr 2012 wurde auf fünf Tage erweitert (ein Tag davon war exklusiv ein Kabarett-Talente-Tag). Seit 2013 findet das Wiener Kabarettfestival sechs Tage lang statt (Montag bis Samstag). Ab 2015 kamen zusätzlich eigene Acts für Kabarett Talente hinzu, so dass seither jeweils drei Vorführungen pro Tag stattfinden.

## Teilnehmer und ihre Programme
2011 (28. Juli – 30. Juli 2011)
- 28. Juli: Christof Spörk (Lieder der Berge), Monica Weinzettl & Gerold Rudle (Träum weiter…)
- 29. Juli: Nadja Maleh (Best of Radio Aktiv), Viktor Gernot & His Best Friends (Swing & Comedy in Concert)
- 30. Juli: Heilbutt & Rosen (Best of Lieder aus der Dusche), Viktor Gernot (ist nicht ganz allein)

2012 (24. Juli – 28. Juli 2012)
- 24. Juli: Viktor Gernot (Die Casting Sieger), Christof Spörk (Die Casting Sieger)
- 25. Juli: Comedyhirten (10 Jahre Jubiläums Best of Show), Eva Maria Marold (Working Mom)
- 26. Juli: Andreas Vitasek (Sommergrippe), Klaus Eckel (Alles Bestens, aber…)
- 27. Juli: Prof. Bernhard Ludwig (Anleitung zum lustvollen Leben), Heilbutt & Rosen (Erntedankfest)
- 28. Juli: Viktor Gernot (Sommer Festspiel), Herbert Steinböck & Thomas Strobl (Tralala)

2013 (22. Juli – 27. Juli 2013)
- 22. Juli: Klaus Eckel & Günther Lainer (99), Monica Weinzettl & Gernot Rudle (Kalte Platte)
- 23. Juli: Viktor Gernot (Ein Blind Date), Kernölamazonen: (Liederliebesreisen:Reloaded)
- 24. Juli: Andreas Vitasek (War da was?), Heilbutt und Rosen (Liebe, Lust, Alltagsfrust)
- 25. Juli: Lukas Resetarits (UnRuhe Stand), Nadja Maleh (Jackpot)
- 26. Juli: Thomas Stipsits & Manuel Rubey (Triest), Herbert Steinböck & Thomas Strobl (Tralala Special)
- 27. Juli: Viktor Gernot (Ein Blind Date), Christof Spörk (Edelschrott)

2014 (21. Juli – 26. Juli 2014)
- 21. Juli: Viktor Gernot (Im Glashaus), Gery Seidl (Bitte.Danke.)
- 22. Juli: Thomas Stipsits (Best Of), Kabaretttalenteshow mit Viktor Gernot (RaDeschnig, Michael Operschall, Flo und Wisch)
- 23. Juli: Comedyhirten (Comedyhirten 2014), Verena Scheitz (Scheitz dir Nix)
- 24. Juli: Klaus Eckel (Weltwundern), Christof Spörk (Stierkampf)[9]
- 25. Juli: Andreas Vitasek (Sekundenschlaf), Alex Kristan (Jetlag für Anfänger)
- 26. Juli: Viktor Gernot (Musikabend), Heilbutt und Rosen (Flotter 4er)

2015 (27. Juli 2015 – 1. August 2015)
- 27. Juli: Rudi Schöller (Talenteshow-Gewinner, Auftrieb), Nadja Maleh (Placebo), Viktor Gernot (Im Glashaus)
- 28. Juli: Angelika Strahser, alias Knut (Talenteshow-Gewinnerin, Alles wird Knut), Gery Seidl (Total Spezial), Herbert Steinböck & Thomas Strobl (Aramsamsam)
- 29. Juli: Lukas Schmied (Talenteshow-Gewinner, Abendkleidung erwünscht), Andreas Vitasek (Sekundenschlaf), Heilbutt und Rosen (Schwarzgeldklinik)
- 30. Juli: Tastinetten (Talenteshow-Gewinnerinnen, Ois füan Hugo), Alexander Goebel (Best of Rote Lippen), Alex Kristan (Heimvorteil)
- 31. Juli: Claudia Sadlo (Talenteshow-Gewinnerin, A viertl Stund), Thomas Stipsits (Best of), Stefan Haider (Sexy Jesus)
- 1. August: Aschenbrenner.Wunderl (Talenteshow-Gewinnerinnen, denn sie wissen nicht, was sie tun), Viktor Gernot (Im Glashaus), Klaus Eckel (Very Best of Greatest Hits)

2016 (25. Juli – 30. Juli 2016)
- 25. Juli: Walid Azak (Talenteshow-Gewinner, Chakchouka), Viktor Gernot (Best of G’schichten & Lieder), Christoph Fälbl & Reinhard Nowak (Helden für Nix)
- 26. Juli: Manuel Dospel (Talenteshow-Gewinner, unjugendfrei), Alex Kristan (Jetlag mit Heimvorteil), Heilbutt und Rosen (Rund um die Gürtellinie)
- 27. Juli: Micha Marx (Talenteshow-Gewinner, Kritzelklamauk), Die Kernölamazonen (StadtLand), Lukas Resetarits (Schmäh)
- 28. Juli: Evelin Pichler (Talenteshow-Gewinnerin, Leben leben), Die Hektiker (200 Jahre die Hektiker), Flo und Wisch (Ameriga)
- 29. Juli: Vitus Wieser (Talenteshow-Gewinner, Gangster), Alfred Dorfer (bis jetzt – solo), Christof Spörk (Holzweg)
- 30. Juli: Thomas Franz Riegler, (Talenteshow-Gewinner, Jammast eh), Herbert Steinböck & Gerold Rudle (Kipferl forever), Klaus Eckel (Zuerst die gute Nachricht)

2017 (24. Juli – 29. Juli 2017)
- 24. Juli: Rosabell (Isabell Pannagl und Rosie Sommerbauer, Talenteshow-Gewinner, Musik küsst Schmäh), Christof Spörk (Am Ende des Tages), Viktor Gernot (Best of – G’schichten & Lieder)
- 25. Juli: Felix Jäger (Talenteshow-Gewinner, Wer hat am Niveau gedreht?), Nadja Maleh (Volltreffer), Klaus Eckel (Zuerst die gute Nachricht)
- 26. Juli: Günter und Erwin (David Miesmer und Rainer Luttenberger, Talenteshow-Gewinner, Günter und Erwin oder Erwin und Günter), Lydia Prenner-Kasper (Weiberwellness), Gery Seidl (Sonntagskinder)
- 27. Juli: Roland Otto Bauschenberger (Talenteshow-Gewinner, Ausziehen leicht gemacht), Stefan Haider (Free Jazz), Comedy Hirten (In 80 Minuten um die Welt)
- 28. Juli: Elli Bauer und Christine Teichmann (Talenteshow-Gewinner, Sitzen Sie noch bequem?), Heilbutt und Rosen (Che GueVavra), Monica Weinzettl & Gernot Rudle (Ich kann das erklären)
- 29. Juli: Michael Mutig (Talenteshow-Gewinner, MUTwillig), Monika Gruber und Viktor Gernot (Küss die Hand)

2018 (23. Juli – 28. Juli 2018)
- 23. Juli Isabel Meili (Talenteshow-Gewinner), Omar Sarsam (Herzalarm) und Gery Seidl (Eine Stunde Seidl)
- 24. Juli GeBa GeSch (Talenteshow-Gewinner), Kaufmann&Herberstein (Alles Wird Gut) und Alexander Goebel (Männer – der Soloabend)
- 25. Juli Julian Looman (Talenteshow-Gewinner), Verena Scheitz (iss was G`Scheitz) und Alfred Dorfer (und…)
- 26. Juli Didi Sommer (Talenteshow-Gewinner), Flo&Wisch (Waschmänner) und Klaus Eckel (Very best of greatest Hits)
- 27. Juli Toby Käp (Talenteshow-Gewinner), Joesi Prokopetz (Querfeldein) und Lukas Resetarits (70er Leben lassen)
- 28. Juli David Stockenreitner (Talenteshow-Gewinner), Herbert Steinböck (Aus jedem Dorf a Hund) und Weinzettl&Rudle (DramaQuenn & Couch Potato)

2019 (22. Juli – 27. Juli 2019)
- 22. Juli Fabian Navarro (Talenteshow-Gewinner), Viktor Gernot (Nicht Wahr) und Clemens Maria Schreiner (Immer Ich)
- 23. Juli Elli Bauer (Talenteshow-Gewinner), Nadja Maleh (Hoppala!) und Andreas Vitasek (Austrophobia)
- 24. Juli Erika Ratcliffe (Talenteshow-Gewinner), Omar Sarsam (Diagnose: Arzt) und Christof Spörk (KUBA)
- 25. Juli BE-Quadrat (Talenteshow-Gewinner), Christoph Fälbl (Midlifepause & Menorisis) und Stefan Haider (Freifach: Herzensbildung)
- 26. Juli Nini Hölzl (Talenteshow-Gewinner), Gerald Fleischhacker (Fleischhacker`s Gustostückerl) und Steinböck & Strobl (Wilde Mischung)
- 27. Juli Sonja Pikart (Talenteshow-Gewinner), Florian Scheuba (Folgen Sie mir auffällig) und Viktor Gernot (Nicht Wahr?)

2020 (30. August – 5. September 2020)
- 30. August: Nikorrekt (Talenteshow-Gewinner), Gernot Kulis (Herkulis) und Kernölamazonen (Best of)
- 31. August: Da Harry (Talenteshow-Gewinner), Gery Seidl (HOCHTiEF) und Lydia Prenner-Kasper (Krötenwanderung)
- 1. September: Patrizia Wunderl (Talenteshow-Gewinnerin), Heilbutt & Rosen (Wer will mich… noch?) und Herbert Steinböck (Ätsch)
- 2. September: Seppi Neubauer (Talenteshow-Gewinner), Alex Kristan (Lebhaft) und Angelika Niedetzky (Pathos)
- 3. September: Benedikt Mitmannsgruber (Talenteshow-Gewinner), Andreas Vitásek (Austophobia 2.0.- Nach der Krise ist vor der Krise. Keine Angst!) und Rosabell (Wenn’s passt, dann passt’s!)
- 4. September: Lisa Schmid (Talenteshow-Gewinnerin), Viktor Gernot (Nicht wahr?) und Eva Maria Marold (Vielseitig desinteressiert)
- 5. September: Christine Teichmann (Talenteshow-Gewinnerin), Stefan Haider (Supplierstunde) und Clemens Maria Schreiner (Das Beste vom Guten)

2021 (24. Juli – 31. Juli 2021)
- 24. Juli: Vienna Poetry Slam: Wien vs. Berlin – Städtebattle
- 25. Juli: Sandro Swoboda (Talenteshow-Gewinner), Martin Leutgeb, Christoph Fälbl, Adriana Zartl, Nina Hartmann, Michael Rosenberg (Ein Seitensprung zu viel)
- 26. Juli: Die Duetten (Talenteshow-Gewinner), Viktor Gernot (Nicht wahr?)
- 27. Juli: Eva Maria Faltermeier (Talenteshow-Gewinner), Harry G (Hoamboy)
- 28. Juli: TubAffinity (Talenteshow-Gewinner), Christof Spörk (Kuba) und Stefan Haider (Sing Halleluja!)
- 29. Juli: Bumillo (Talenteshow-Gewinner), Clemens Maria Schreiner (Schwarz auf Weiß) und Alfred Dorfer (Und...)
- 30. Juli: Duo Ananas (Talenteshow-Gewinner), Betty O und Kernölamazonen (Das Beste aus der Steiermark)
- 31. Juli: Helmut Frauenlob (Talenteshow-Gewinner), Gerald Fleischhacker (Am Sand) und Gery Seidl (Hochtief)

2022 (25. Juli – 30. Juli 2022)
- 25. Juli: Andreas Wutte; Viktor Gernot (Schiefliegen)
- 26. Juli: John Smile; Caroline Athanasiadis (Tzatziki im ¾ Takt) und Omar Sarsam (Sonderklasse)
- 27. Juli: Magda Simmel, Johannes Potmesil; Lydia Prenner-Kasper (Damenspitzerl) und Gerald Fleischhacker (Am Sand)
- 28. Juli: Thommy Ten und Amélie van Tass (Zweifach zauberhaft)
- 29. Juli: Bernhard Beibl; Chris Steger und Band (Zefix-Tournee 2022)
- 30. Juli: Gerald Kaiser; Lukas Resetarits (Das Letzte) und Herbert Steinböck (Das Beste vom Besten)

2023 (24. Juli – 29. Juli 2023)
- 24. Juli: Viktor Gernot (Schiefliegen)
- 25. Juli: Eva Karl-Faltermeier (TAXI. Uhr läuft.) und Gernot Kulis (Best Of 20 Jahre Ö3 Callboy)
- 26. Juli: Kernölamazonen (LiederLiebesReisen Reloaded)
- 27. Juli: Gery Seidl (beziehungsWEISE)
- 28. Juli: Clemens Maria Schreiner (Krisenfest) und Nina Hartmann (Endlich Hausfrau)
- 29. Juli: Ina Regen und Band (Tour 2023)
- Voracts (Talenteshow-Gewinner): Romeo Kaltenbrunner, Lorenz Hinterberger, Susanne Abed-Navandi (SANcartoons), Jane Mumford, Michaela Obertscheider, Christina Kiesler, Yavuz Köroglu[21]

2024 (22. Juli – 27. Juli 2024)
- 22. Juli: Gery Seidl (Eine Runde Seidl)
- 23. Juli: Nadja Maleh (Best of Bussi Bussi), Christoph Spörk (Eiertanz)
- 24. Juli: Gerald Fleischhacker (Lustig!?), Lydia Prenner-Kasper ( Salon Lydia)
- 25. Juli: Andreas Vitasek (Spätlese)
- 26. Juli: Eva Maria Marold (Radikal Inkonsequent), Stefan Haider (Best of Supplierstunde)
- 27. Juli: Thorsteinn Einarsson (Tour 2024)
- Voracts (Talenteshow-Gewinner): Sebastian Haring, Viktoria Dorls, Bernadette Kizik, Valerie Bolzano und Nicolo Loro Ravenni[22]